# Krøller i sovsen
Krøller i sovsen er en dansk film fra 2007 og den blev instrueret af Morten Lorentzen.

## Medvirkende
- Carsten Bang
- Uffe Holm
- Jonatan Spang
- Morten Lorentzen
- Thomas Wivel